# Kujalleq
Kujalleq (en groenlandés: Kommune Kujalleq) es un municipio y el más meridional de Groenlandia (Dinamarca), fundado desde el 1 de enero de 2009. Consta de los antiguos municipios de Nanortalik, Narsaq y Qaqortoq. Es el municipio menos poblado de Groenlandia (7.151 habitantes en enero de 2013).

## Geografía
El municipio más pequeño de Groenlandia por área (32.000 km²), Kujalleq se asienta en el extremo más al sur de la isla de Groenlandia. Hace frontera con sólo un municipio, Sermersooq. Las aguas de la costa occidental son las del mar de Labrador, que encuentran el abierto Atlántico Norte en Uummannarsuaq, el cabo del sur. Toda el área municipal es muy montañosa, con numerosos fiordos que tallan profundamente en la tierra.

## Escudo de armas

Escudo de armas de Kujalleq.

El escudo de armas del municipio representa la cabeza de un carnero, que simboliza la ganadería ovina en la zona, que se ha convertido en una de las partes más importantes de la economía de Kujalleq. La parte superior de la pantalla contiene el sol de la bandera de Groenlandia. Del mismo modo la elección de los colores coincide con los de la bandera del país. Se adoptó el escudo de armas en agosto de 2008.

## Transporte
El único aeropuerto es el de Narsarsuaq. Los helicópteros y barcos viajan a otros asentamientos.

## Relaciones internacionales

### Ciudades Hermanadas
Kujalleq está hermanada únicamente con: 
- Aarhus en Dinamarca

## Poblaciones y asentamientos
- Aappilattoq
- Alluitsup Paa (Sydprøven)
- Ammassivik
- Eqalugaarsuit
- Nanortalik
- Narsaq
- Narsarmijit (Frederiksdal)
- Narsarsuaq
- Qaqortoq (Julianehab)
- Qassiarsuk
- Qassimiut
- Qorlortorsuaq
- Saarloq
- Tasiusaq
- Uunartoq